# Adane Girma
Adane Girma (n. 25 de junio de 1985) es un futbolista etíope. Actualmente juega para el Saint George SA de la Liga etíope de fútbol, y es miembro de la Selección de fútbol de Etiopía.

## Carrera
Girma juega como defensor o mediocampista. Inició su carrera en el también club etíope Awassa City Football Club en verano del 2007. Luego transformó su juego como delantero, trabajo que ha realizado de muy buena manera, convirtiéndose en uno de los mejor goleadores de la Liga de su país en la temporada 2009/10. También juega de defensor central

## Trayectoria
| Club            | País    | Año         |
| --------------- | ------- | ----------- |
| Awassa City     | Etiopía | 2004 - 2007 |
| Saint George SA | Etiopía | 2007 -      |

- Datos: Q2824084